# فتحي حارك
فتحي حارك هو لاعب كرة قدم جزائري يلعب في خط الدفاع، ولد في 21 أكتوبر 1982 في أولينز في فرنسا. بعد أن بدأ مسيرته مع فرق الدوري الأدنى جمعية سانت بريست الرياضية ونادي ٳتحاد إيل روس مونتايسلو و فريق روديز، قضى معظم مسيرته المهنية مع فريقي باستيا ونيم أولمبيك. وعلى المستوى الدولي، لعب لمرة واحدة مع المنتخب الجزائري.

## سيرته
ولد فتحي حارك يوم 21 أكتوبر سنة 1982، في أولينز وهي مدينة في ضواحي ليون، من عائلة أصلها من بريكة في الجزائر. لعب في نادي جمعية سانت بريست الرياضية حيث بدأ كرة القدم هناك، وشارك معهم حتى صعود النادي ٳلى الدوري الفرنسي الدرجة الرابعة. ثم وقع بعدها مع نادي في كورسيكا، وبالضبط في إيل روس حيث لعب في نادي ٳتحاد إيل روس مونتايسلو لكرة القدم تحت تدريب فرانسوا فيليكس، وهو أيضًا لاعب سابق في نادي فتحي الأول.
بعد عامين كاملين مع نادي ٳتحاد إيل روس مونتايسلو لكرة القدم، غادر فتحي حارك الفريق رغبة في التوقيع مع نادي أكثر طموحًا، وبالفعل ٳنضم ٳلى فريق روديز الذي يدربه فرانك ريزيتو في ذالك الوقت. هذا الأخير هو الذي أعاده إلى اللعب في مركز الظهير الأيسر بنجاح حيث شارك حارك بنشاط في موسمين جيدين مع نادي روديز، وٳختُتم الموسم الأخير بالترقية إلى الدوري الوطني الفرنسي.
بدأت مسيرة فتحي حارك الاحترافية بالتوقيع مع نادي باستيا، بعد أن أعجب به المستشار الفني والنقني للفريق كريستيان فيلانوفا. وبعد عودته إلى كورسيكا، سرعان ما اثبت نفسه في فريق باستيا وسرعان ما أصبح معروفًا بصفاته ليس فقط التقنية ولكن أيضًا العقلية. وحظت هذه الخصائص بتقدير خاص من قبل عشاق نادي باستيا. حتى أنه تم اختياره لأول مرة في المنتخب الجزائري في مباراة ودية ضد منتخب جمهورية الكونغو أقيمت في باريس. ومع ذلك، فإن موسمه الثاني 2008-2009 كان أقل بهجة. فقد عانى فتحي من بعض الإصابات الطفيفة، ورغم ذالك جدد عقده مع النادي فيما بعد. وفي يوليو سنة 2014، وبعد سبع سنوات من اللعب في باستيا في الدوري الفرنسي ودوري الدرجة التانية والدوري الوطني الفرنسي، وقع حارك عقدًا لمدة ثلاث سنوات مع فريق نيم أولمبيك. عين كقائد أول للفريق وساهم في صعودهم للدرجة الأولى الفرنسية، واستمر معهم إلى غاية سنة 2019 حيث قرر إعتزال كرة القدم بعد المباراة الأخيرة ضد أولمبيك ليون.

## ألقابه
- نادي روديز
  - بطل الدوري الفرنسي الدرجة الرابعة (المجموعة 3): 2006-2007
- نادي باستيا
  - بطل الدوري الفرنسي الدرجة الثالثة: 2010-2011
  - بطل الدوري الفرنسي الدرجة الثانية: 2011-2012
  - فريق الموسم في بطولة الاتحاد الوطني للاعبي كرة القدم المحترفين: 2011-2012
- نيم أولمبيك
  - بطل الاتحاد الوطني للاعبي كرة القدم المحترفين: 2019

## وصلات خارجية
- فتحي حارك على موقع رابطة كرة القدم الفرنسية للمحترفين (الإنجليزية)
- فتحي حارك على موقع قاعدة بيانات كرة القدم.إي يو (الإنجليزية)
- فتحي حارك على موقع ليكيب (الفرنسية)
- فتحي حارك على موقع ناشيونال فوتبول تيمز (الإنجليزية)
- فتحي حارك على موقع Soccerway.com (الإنجليزية)
- فتحي حارك على موقع AS.com (الإسبانية)